# Chlorid ruthenatý
Chlorid ruthenatý je anorganická sloučenina s chemickým vzorcem RuCl2.

## Příprava
Chlorid ruthenatý lze připravit z prvků při teplotě 250 °C:
Ru + Cl2 → RuCl2
Lze jej také připravit redukcí chloridu ruthenitého vodíkem v ethanolu a v přítomnosti platinové černi a chlorovodíku:
2 RuCl3 + H2 → 2 RuCl2 + 2 HCl

## Vlastnosti
Chlorid ruthenatý je hnědá krystalická pevná látka, která je málo rozpustná ve studené vodě, ale je rozpustná v ethanolu. Chlorid ruthenatý může tvořit komplexy s aromatickými uhlovodíky. Chlorid ruthenatý lze zredukovat na kovové ruthenium vodíkem.